# Роберт Даль
Роберт Алан Даль (англ. Robert Alan Dahl, 17 грудня 1915 — 5 лютого 2014 року) — відомий американський політолог, один з основоположників концепції плюралістичної демократії, професор Єльського університету, перший лауреат премії Юхана Шютте в політичних науках (1995).

## Біографія
Професійні студії відбув у Вашингтонському університеті (бакалавр, 1936) і Єльському університеті (доктор, 1940). Працював в різних американських урядових установах. Брав участь в 1944—1945 роках в бойових діях в Європі в складі армії США, був нагороджений Бронзовою зіркою. У 1946 році повернувся в Єльський університет, де викладав до 1986 року, в подальшому Стерлінгський професор політичних наук Єльського університету.
У 1966—1967 роках — президент Американської асоціації політичної науки.

## Науковий внесок
Роберт Даль справив значний вплив на політичну науку своїми емпіричними дослідженнями про розподіл влади в місцевому співтоваристві і теоретичними концепціями, особливо щодо демократії і плюралізму. Він запропонував мінімальні процедури, яким повинна задовольняти демократія: Політичний контроль над урядовими рішеннями. Конституція гарантує походження політиків за їх вибором. Орган видається на певний термін.
Виборні посади заповнюються відповідно до регулярними і справедливими виборами, в яких насильство є неприйнятним. Вибори повинні бути рівними і відкритими.
Всі дорослі громадяни можуть брати участь у виборах.
Практично всі дорослі громадяни можуть балотуватися на виборах.
Громадяни мають право говорити про політичні питання, не побоюючись бути покарані за це.
Громадяни мають право шукати альтернативні джерела інформації, які реально існують і знаходяться під захистом закону.
Громадяни мають право на створення незалежних від державних організацій об'єднань, включаючи політичні партії і групи за інтересами.

## Роберт Даль про поліархії, плюралізмі та просторі
16 травня 1984 року в лекції «Поліархія плюралізм і простір. Наслідки історичних зрушень, пов'язаних зі зміною простору», прочитаної в Бергені в пам'ять про Стейне Рокканом Даль відзначав:
Наслідки історичних зрушень, пов'язаних зі зміною простору. Зрушення в місці розташування демократії від невеликих міст-держав до великих і навіть гігантських, націй-держав привів до важливих наслідків як практичного, так і теоретичного характеру, хоча це аж ніяк не означає, що теорія перебувала в ладах з практикою. До кінця вісімнадцятого століття вивчення міста-держави, який понад два тисячоліття розглядався як природне і навіть виключно сприятливе пристрій для демократичного порядку — погляд, все ще відстоює Руссо в «Суспільному договорі» (1762), — виявилося майже повсюдно витісненим вивченням націй-держав, а демократичні зусилля, ідеї і ідеологія повинні були змістити свій центр ваги в бік проблеми демократизації управління нацією-державою. Наслідки цього зсуву, однак, не були враховані в повній мірі. Я б хотів позначити сім таких важливих наслідків.
1. Представництво. В силу практичної нездійсненності збору всіх громадян або хоча б їх значної частини представництво, яке Руссо піддав анафемі в «Суспільному договорі», стало неминучим наслідком розширення простору політичної системи.
2. Розширення простору. Як тільки рішення про представництво було прийнято, бар'єри щодо демократичного союзу, встановлені зборами міста-держави, були знищені і представницька демократія могла розширювати простір свого функціонування без будь-яких меж.
3. Межі, участі. Як прямий наслідок виріс розміру деякі форми політичної участі з необхідністю виявилися більш обмеженими. Також як істотна частина громадян в націях-державах не могла обговорювати політичні справи прямо один з одним, так і в дискусії зі своїми представниками міг бути залучений лише порівняно невеликий відсоток громадян. Навіть якщо просторові бар'єри, які є перешкодою в комунікації, в принципі могли бути усунені електронними засобами, межі, встановлені часом, виявилися досить жорсткими. Ви можете легко переконатися в наявності цих меж, зробивши простий арифметичний підрахунок. Порахуйте, скільки часу займе реалізація тих політичних заходів, які можна вважати найбільш ефективними для здійснення процесу участі.
4. Різноманітність. Хоча взаємозв'язку простору і різноманітності важковловимий, безсумнівно, що, у міру того як політичний союз збільшується в розмірах, його мешканці будуть демонструвати все більшу різноманітність в тому, що стосується політичного життя: місцеве і регіональне, етнічне, расове, релігійне, ідеологічне, професійне і т. д. Щодо гомогенне населення громадян, об'єднаних спільністю міста, мови, раси, історії, міфу і релігії, яке було настільки типовою частиною класичного, полісного погляду на демократію зараз з елалось неможливим з усіх практичних параметрам.
5. Конфлікт. Отже, політичні розшарування стають неминучими, а політичний конфлікт перетворюється на невід'ємний аспект політичного життя. І політична думка, і практика схиляються до сприйняття конфлікту як нормальної, а не відхиляється характеристики політики. У порівнянні з класичним поглядом, згідно з яким щодо гомогенний орган в основному розділяє одні і ті ж установки і діє відповідно до них, значно важче досягти загальних установок в тому випадку, якщо потрібно об'єднати гетерогенні цінності, що виникли в співтоваристві різних громадян з різноманітними розшаруваннями і конфліктами. […]
Шостим і сьомим наслідками зрушень, пов'язаних зі змінами в просторі і місцезнаходження демократії від міста-держави до нації-державі, від демократії малого простору до великомасштабної демократії, були поліархія і організаційний плюралізм, до розгляду яких я тепер звертаюся. […] Витоки терміна. Оскільки термін «поліархія» не має спочатку певного значення і я сам маю деякі сумніви, ввівши його в оборот, дозвольте мені сказати кілька слів про його походження. Наскільки мені відомо, цей термін був вперше введений в сучасну політичну науку Ліндбломом і мною в книзі «Політика, економіка і добробут» в 1953 році, де ми розглянули його як процес.

## Критика
Соціолог і психолог Джордж Вільям Домгофф (англ.) Рос. опротестував думку Даля про владу в Нью-Хейвені в 1960-х роках
Політичний філософ Роберт Чарльз Блаттберг в монографії «Від плюралістичної до патріотичної політики: практика понад усе» (глава 5) критикував спробу Даля дати визначення демократії набором необхідних і достатніх умов.

## Наукові праці
- Politics, Economics, and Welfare. — 1953.
- Dahl Robert. A Preface to Democratic Theory. — Chicago: University of Chicago Press, 2006. — ISBN 9780226134345.
- Dahl, Robert A. (1957). «The Concept of Power.» Systems Research and Behavioral Science 2(3), 201—215.
- Dahl, Robert A. (1957). «Decision-Making in a Democracy: The Supreme Court as a National Policy-Maker.» Journal of Public Law 6: 279-95.
- Dahl Robert A. Social science research on business: product and potential. — 1960.
- Dahl Robert A. Who Governs?: Democracy and Power in an American City (англ.)русск.. — 1961.
- Dahl Robert A. Modern Political Analysis. — 1963.
- Dahl Robert A. Political oppositions in Western Democracies. — 1966.
- Dahl Robert A. Pluralist democracy in the United States: conflict and consent. — 1968.
- Dahl Robert A. After the Revolution?: Authority in a good society. — 1970.
- Dahl Robert A. Polyarchy: participation and opposition. — New Haven: Yale University Press, 1971. — ISBN 9780300015652.
- Size and Democracy. — 1973.
- Dahl Robert A. Dilemmas of Pluralist Democracy: Autonomy vs. Control. — 1983.
- Dahl, Robert A. (December 1984). «Polyarchy, pluralism, and scale». Scandinavian Political Studies (англ.)русск. (Wiley) 7 (4): 225—240. DOI:10.1111/j.1467-9477.1984.tb00304.x. Full text.
- Dahl Robert A. A Preface to Economic Democracy. — 1985.
- Dahl Robert A. Controlling Nuclear Weapons: Democracy versus Guardianship. — 1985.
- Dahl Robert A. Democracy and Its Critics (англ.)русск.. — 1989.
- Dahl Robert A. Toward Democracy — a Journey: Reflections, 1940—1997. — 1997.
- Dahl Robert A. On Democracy. — 1998.
- Dahl Robert A. How Democratic Is the American Constitution? (англ.)русск.. — 2002.
- The Democracy Sourcebook. — 2003.
- Dahl Robert A. After The Gold Rush. — 2005.
- Dahl Robert A. On Political Equality. — 2006.